# Гавар (месторождение)
Гавар (Гхавар, Гоар) — крупнейшее по запасам нефти нефтегазовое месторождение-гигант в Саудовской Аравии, одно из крупнейших месторождений нефти и газа мира, расположено в бассейне Персидского залива.
Доказанные и извлекаемые запасы нефти 8,1 — 9,6 млрд т., а по некоторым данным до 12 млрд т.
Расположено примерно в 100 км к юго-западу от г. Дахран в провинции Эш-Шаркийя. Размерами 280 км на 30 км, является крупнейшим разрабатываемым месторождением нефти в мире.
Месторождение в полной собственности государства и управляется госкомпанией Saudi Aramco. О месторождении известно очень мало, детальные и общие текущие показатели производства скрываются компанией и правительством. Сведения в основном исторические, по случайным техническим публикациям и слухам.

## История
Исторически Гавар делится на пять продуктивных площадей, с севера на юг: 'Ain Dar, Shedgum, 'Uthmaniyah, Hawiyah и Haradh. Гавар был разведан в 1948 и уже в 1951 году запущен в эксплуатацию.

## Характеристики
Залежи на глубине 1,5 — 3 км. Геологические запасы нефти оцениваются в 12 млрд тонн, газа 1,01 млрд м³. Плотность нефти 0,85 г/см³, содержание серы 1,66 %.БСЭ В Саудовской Аравии нефтяной горизонт Гавара называют «свита Араб».

### Геология

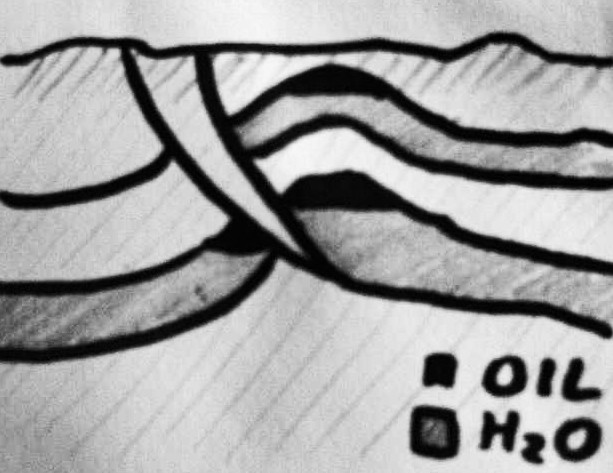
Схема профиля месторождения

Гавар расположился в антиклинали на основном разломе пласта, относящегося к карбону, около 320 млн лет назад. Породы бассейна: юрские арабские D-известняки с исключительной пористостью (доходящей до 35 %), шельфовые отложения глин и известняков с пятипроцентным содержанием органики (1 — 2 % считается хорошими нефтематеринскими породами), и подложка из коры выветривания, содержащей непроницаемые ангидриты. Во время тектонических движений мелового периода северо-восточная граница Африки, надвигаясь на юго-западную Азию, развила структуру.

### Добыча
Около 60-65 % всей нефти, добытой в Саудовской Аравии с 1948 по 2009 г., было добыто из Гавара.
Добыча нефти за 2016 год составила 275 млн тонн, или 5 млн баррелей в день (5,7 % мировой добычи).
Кроме того, на Гаваре добывается приблизительно 56,6 млн м³ в день природного газа.

### Запасы месторождения
На 2006 год запасы месторождения оценивались в 70 млрд баррелей, среднесуточная добыча составляла 5,5 млн баррелей, истощение месторождения — 48 %. На конец 2018 года запасы углеводородов составляли 58,3 млрд баррелей, из них 48,3 млрд баррелей нефти и газового конденсата; уровень добычи составлял 3,8 млн баррелей в сутки.
Некоторые исследователи, в том числе Мэтью Симмонс в своей книге Twilight in the Desert: The Coming Saudi Oil Shock and the World Economy (2005), предположили, что месторождение либо достигнет пика добычи в ближайшее время, либо уже прошло его. Работа Симмонса подверглась жёсткой критике со стороны Нансена Салери, представителя Saudi Aramco.

## В культуре
Гипотетическое иссякание нефти в Гаваре и следующий за ним крах всей мировой системы описаны в книге Андреаса Эшбаха «Выжжено».